# Šime Fantela
Šime Fantela (19 de janeiro de 1986) é um velejador croata, campeão olímpico.

## Carreira

### Rio 2016
Šime Fantela representou seu país nos Jogos Olímpicos de Verão de 2016, na qual conquistou medalha de ouro na classe 470, ao lado de Igor Marenić.